# Ricardo Mejía
Pour les articles homonymes, voir Mejia.
Ricardo Mejía Hernández (né le 24 avril 1963) est un athlète Mexicain spécialiste de course en montagne et de skyrunning. Il a notamment remporté cinq fois le marathon de Pikes Peak et Sierre-Zinal. Il est également vainqueur du classement général des Skyrunner World Series 2006. Ricardo Mejia est une figure emblématique des sports de montagne au Mexique,.

## Biographie
Ricardo commence à courir après avoir vu son frère aller en courant à Oajaca, la ville la plus proche de leur maison. Il commence la compétition sur le marathon Rover à Mexico. En tant que vainqueur de cette course il est sélectionné pour représenter le Mexique au marathon de Pikes Peak et début ainsi sa série de victoires sur cette course. Dans les années 2000 il participe aux épreuves de course en montagne et de skyrunning en Europe. En raison de ses nombreux succès il est surnommé el rey de la montana (le roi de la montagne).

## Palmarès

### 1990 à 1997: début de carrière en Amérique du Nord

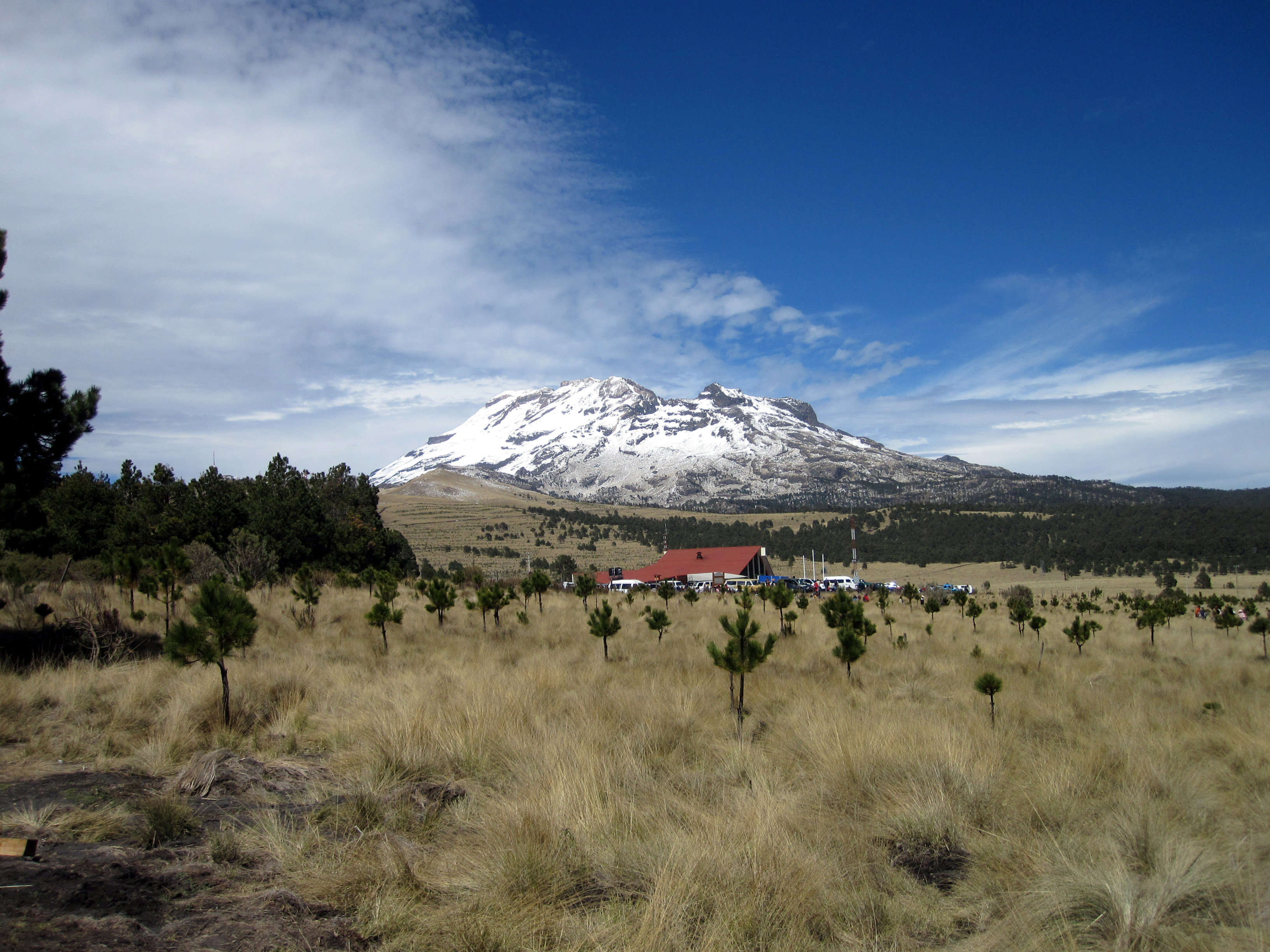
Volcan Iztaccíhuatl depuis le Paso de Cortés

Au début de sa carrière, Ricardo Mejia court au Mexique et aux Etats-Unis. Il remporte à cinq reprises le marathon de Pikes Peak course en montagne de 42 km la plus prestigieuse du circuit américain. En 1997 il établit un nouveau record d'ascension du volcan Iztaccíhuatl. Il effectue l'aller-retour entre le Paso de Cortés (3 600 m d'altitude) et le sommet (5 215 m) en 2 h 50, le record tient toujours.
| no  | masculin          | Course              | Longueur | Départ       | Temps           |
| --- | ----------------- | ------------------- | -------- | ------------ | --------------- |
| 1er | Médaille d'or     | Pikes Peak Marathon | 42 km    | 26 août 1990 | 3 h 35 min 3 s  |
| 1er | Médaille d'or     | Pikes Peak Marathon | 42 km    | 23 août 1992 | 3 h 24 min 25 s |
| 2e  | Médaille d'argent | Pikes Peak Marathon | 42 km    | 22 août 1993 | 3 h 42 min 14 s |
| 8e  | 8e                | Pikes Peak Ascent   | 21 km    | 20 août 1994 | 2 h 26 min 1 s  |
| 1er | Médaille d'or     | Pikes Peak Marathon | 42 km    | 20 août 1995 | 3 h 21 min 32 s |
| 1er | Médaille d'or     | Pikes Peak Marathon | 42 km    | 18 août 1996 | 3 h 29 min 22 s |
| 1er | Médaille d'or     | Pikes Peak Marathon | 42 km    | 17 août 1997 | 3 h 30 min 55 s |

### 1998 à 2006: succès en Europe
Il voyage pour la première fois en Europe en 1998 et remporte ses premières victoires aux championnats du monde de skyrunning puis sur Sierre-Zinal. En 2002 il participe au Trophée Kima, terminant deuxième dans des conditions difficiles avec du froid et de la pluie. Il la considère comme l'une des courses les plus difficiles de sa carrière. En 2005 il est 13e au classement général des skyrunner world series 2005 et remporte deux courses du circuit, la SkyRace Valmalenco-Valposchiavo et le Mount Kinabalu Climbathon.
L'année suivante il remporte les skyrunner world series après avoir triomphé sur quatre des huit courses du circuit. Sur Zegama-Aizkorri 2006, Ricardo Mejía fait la course en tête. Rob Jebb, vainqueur l'année précédente et champion en titre des skyrunner world series, est parti prudemment et remonte en fin de course, mais il ne parvient pas à le rattraper, il termine deuxième à 4 secondes.
| no  | masculin           | Course                              | Longueur | Départ             | Temps           |
| --- | ------------------ | ----------------------------------- | -------- | ------------------ | --------------- |
| 2e  | Médaille d'argent  | Championnats du monde de skyrunning | 42 km    | 12 juillet 1998    | 5 h 10 min 40 s |
| 1er | Médaille d'or      | Thyon-Dixence                       | 16,3 km  | 2 août 1998        | 1 h 13 min 6 s  |
| 1er | Médaille d'or      | Sierre-Zinal                        | 31 km    | 9 août 1998        | 2 h 34 min 45 s |
| 1er | Médaille d'or      | Thyon-Dixence                       | 16,3 km  | 1er août 1999      | 1 h 9 min 30 s  |
| 1er | Médaille d'or      | Sierre-Zinal                        | 31 km    | 8 août 1999        | 2 h 32 min 38 s |
| 3e  | Médaille de bronze | Challenge Stellina                  | 14,4 km  | 22 août 1999       | 1 h 17 min 59 s |
| 13e | 13e                | Marathon de la Jungfrau             | 42,2 km  | 4 septembre 1999   | 3 h 9 min 21 s  |
| 1er | Médaille d'or      | SkyGames - Kilomètre vertical       | 4 km     | 7 juillet 2000     | 42 min 0 s      |
| 1er | Médaille d'or      | SkyGames - SkyMarathon              | 42 km    | 9 juillet 2000     | 2 h 51 min 1 s  |
| 3e  | Médaille de bronze | Marathon de la Jungfrau             | 42,2 km  | 2 septembre 2000   | 3 h 0 min 58 s  |
| 1er | Médaille d'or      | Thyon-Dixence                       | 16,3 km  | 5 août 2001        | 1 h 9 min 44 s  |
| 1er | Médaille d'or      | Sierre-Zinal                        | 31 km    | 12 août 2001       | 2 h 30 min 59 s |
| 3e  | Médaille de bronze | Marathon de la Jungfrau             | 42,2 km  | 1er septembre 2001 | 3 h 2 min 2 s   |
| 1er | Médaille d'or      | Thyon-Dixence                       | 16,3 km  | 4 août 2002        | 1 h 9 min 10 s  |
| 4e  | 4e                 | Sierre-Zinal                        | 31 km    | 11 août 2002       | 1 h 9 min 58 s  |
| 2e  | Médaille d'argent  | Trophée Kima                        | 48 km    | 25 août 2002       | 6 h 19 min 37 s |
| 1er | Médaille d'or      | SkyRace Valmalenco-Valposchiavo     | 31 km    | 15 juin 2003       | 3 h 18 min 34 s |
| 6e  | 6e                 | Thyon-Dixence                       | 16,3 km  | 3 août 2003        | 1 h 12 min 28 s |
| 5e  | 5e                 | Sierre-Zinal                        | 31 km    | 10 août 2003       | 2 h 41 min 43 s |
| 1er | Médaille d'or      | Semi-marathon Inferno               | 21,1 km  | 16 août 2003       | 1 h 58 min 2 s  |
| 1er | Médaille d'or      | Thyon-Dixence                       | 16,3 km  | 1er août 2004      | 1 h 11 min 4 s  |
| 1er | Médaille d'or      | Sierre-Zinal                        | 31 km    | 8 août 2004        | 2 h 34 min 35 s |
| 2e  | Médaille d'argent  | Course du Cervin                    | 14,35 km | 22 août 2004       | 1 h 7 min 9 s   |
| 1er | Médaille d'or      | SkyRace Valmalenco-Valposchiavo     | 31 km    | 12 juin 2005       | 2 h 34 min 39 s |
| 3e  | Médaille de bronze | Thyon-Dixence                       | 16,3 km  | 3 août 2005        | 1 h 13 min 6 s  |
| 1er | Médaille d'or      | Sierre-Zinal                        | 31 km    | 14 août 2005       | 2 h 34 min 10 s |
| 1er | Médaille d'or      | Mount Kinabalu Climbathon           | 21 km    | 1er octobre 2005   | 2 h 41 min 51 s |
| 1er | Médaille d'or      | UltraTrail de Mexico                |          | 7 mai 2006         |                 |
| 1er | Médaille d'or      | Zegama-Aizkorri                     | 42 km    | 28 mai 2006        | 4 h 3 min 41 s  |
| 4e  | 4e                 | SkyRace Valmalenco-Valposchiavo     | 31 km    | 11 juin 2006       | 2 h 44 min 58 s |
| 1er | Médaille d'or      | Thyon-Dixence                       | 16,3 km  | 6 août 2006        | 1 h 12 min 32 s |
| 2e  | Médaille d'argent  | Sierre-Zinal                        | 31 km    | 13 août 2006       | 2 h 38 min 30 s |
| 3e  | Médaille de bronze | SkyGames - Kilomètre vertical       | 3,5 km   | 1er septembre 2006 | 46 min 40 s     |
| 1er | Médaille d'or      | SkyGames - SkyRace Andorra          | 34 km    | 3 septembre 2006   | 4 h 2 min 1 s   |
| 1er | Médaille d'or      | Mount Kinabalu Climbathon           | 21 km    | 30 septembre 2006  | 2 h 50 min 52 s |
| 3e  | Médaille de bronze | SkyRace Valmalenco-Valposchiavo     | 31 km    | 12 juin 2007       | 2 h 38 min 22 s |
| 1er | Médaille d'or      | Giir di Mont                        | 32 km    | 29 juillet 2007    | 3 h 11 min 51 s |
| 8e  | 8e                 | Thyon-Dixence                       | 16,3 km  | 5 août 2007        | 1 h 15 min 34 s |
| 2e  | Médaille d'argent  | Sierre-Zinal                        | 31 km    | 12 août 2007       | 2 h 42 min 9 s  |
| 2e  | Médaille d'argent  | Drei Zinnen Alpine Run              | 17,5 km  | 9 septembre 2007   | 1 h 29 min 19 s |

### Après 2007
Après l'année 2007, Ricardo Mejia continue à obtenir des résultats de premier plan sur les courses qui lui tiennent à cœur. Il termine ainsi dans les dix premiers sur Sierre-Zinal en 2008 et 2009. Il réduit son nombre de compétitions annuelles et son niveau de forme baisse. Dans les années 2010 il participe régulièrement à des compétitions à un niveau de performance moindre et devient un ambassadeur des sports de montagne, en particulier au Mexique. Il s'adresse aux jeunes qui grandissent dans des quartiers pauvres et cherche à promouvoir le sport en général.
| no   | masculin           | Course                          | Longueur | Départ           | Temps           |
| ---- | ------------------ | ------------------------------- | -------- | ---------------- | --------------- |
| 2e   | Médaille d'argent  | SkyRace Valmalenco-Valposchiavo | 31 km    | 8 juin 2008      | 2 h 44 min 5 s  |
| 3e   | Médaille de bronze | Giir di Mont                    | 32 km    | 27 juillet 2008  | 3 h 19 min 25 s |
| 5e   | 5e                 | Thyon-Dixence                   | 16,3 km  | 3 août 2008      | 1 h 15 min 28 s |
| 6e   | 6e                 | Sierre-Zinal                    | 31 km    | 10 août 2008     | 2 h 39 min 43 s |
| 2e   | Médaille d'argent  | SkyRace Valmalenco-Valposchiavo | 20 km    | 7 juin 2009      | 1 h 50 min 22 s |
| 2e   | Médaille d'argent  | Giir di Mont                    | 32 km    | 26 juillet 2009  | 3 h 6 min 41 s  |
| 9e   | 9e                 | Sierre-Zinal                    | 31 km    | 9 août 2009      | 2 h 43 min 34 s |
| 11e  | 11e                | Sierre-Zinal                    | 31 km    | 8 août 2010      | 2 h 44 min 31 s |
| 3e   | Médaille de bronze | Becca di Nona SkyRace           | 30 km    | 4 septembre 2011 | 2 h 27 min 22 s |
| 15e  | 15e                | Thyon-Dixence                   | 16,3 km  | 4 août 2013      | 1 h 18 min 13 s |
| 16e  | 16e                | Thyon-Dixence                   | 16,3 km  | 3 août 2014      | 1 h 20 min 3 s  |
| 20e  | 20e                | Sierre-Zinal                    | 31 km    | 10 août 2014     | 2 h 48 min 36 s |
| 100e | 100e               | Sierre-Zinal                    | 31 km    | 13 août 2017     | 3 h 15 min 10 s |

## Records
| Épreuve              | Performance | Date | Lieu |
| -------------------- | ----------- | ---- | ---- |
| 3 000 mètres steeple | 9 min 50 s  |      |      |
| 10 000 mètres        | 31 min 30 s |      |      |
| Semi-marathon        | 1 h 6       |      |      |
| Marathon             | 2 h 28      |      |      |